# Minoru Ashina
Minoru Ashina (芦名 みのる Ashina Minoru?), nacido como Minoru Yokoyama (横山 稔 Yokoyama Minoru?), es un veterinario, director de anime y guionista japonés. Es mejor conocido por su trabajo en Overlord: Ple Ple Pleiades, Re:Zero kara Hajimeru Break Time e Isekai Quartet.

## Biografía
Ashina nació el 13 de marzo de 1977 en la ciudad de Akashi, en la prefectura de Hyōgo, Japón. Se graduó en la Facultad de Ciencias de los Recursos Biológicos, Departamento de Medicina Veterinaria, de la Universidad Nihon. Actualmente reside en Tsukuba, prefectura de Ibaraki, donde dirige el estudio de producción de anime Studio Puyukai. Además, continúa ejerciendo como veterinario, lo que le ha valido el apodo de “animador a tiempo parcial” o “animeka de doble ocupación”.
Las series de anime que produce son en su mayoría episodios especiales o derivados de obras originales, en los que los personajes son presentados en forma deformada o “super deformed (SD)”, lo que da lugar a historias con un tono mucho más cómico que el de las tramas principales.

## Trabajos

### Series de televisión
Destaca papeles con funciones de dirección de series.
| Año  | Título                                              | Director(es)  | Estudio        | Funciones | Refs.             |
| ---- | --------------------------------------------------- | ------------- | -------------- | --- | ----------------- |
| 2014 | Kōkaku Kidōtai Nyūmon Arise                         | Minoru Ashina | Production I.G | Director Guionista Director de episodios | [ 7 ] [ 8 ] [ 9 ] |
| 2018 | Kaijū Girls: Ultra Kaijū Gijinka Keikaku 2nd Season | Minoru Ashina | Production I.G | Director Guionista (#1-12) | [ 10 ]            |
| 2019 | Isekai Quartet                                      | Minoru Ashina | Studio Puyukai | Director Composición de la serie Guionista (#1-12) Director de episodios (#1-12; OP) Guionista gráfico (#11) Coreografía (#ED) Continuidad (#1-12)                       | [ 10 ]            |
| 2020 | Isekai Quartet 2                                    | Minoru Ashina | Studio Puyukai | Director Composición de la serie Guionista (#1-12) Director de episodios (#1-12; OP) Guionista gráfico (#1, 3, 8, 12; OP) Coreografía (#ED) Continuidad (#1, 3, 5-6, 12) | [ 11 ]            |
| 2022 | Yoru wa Neko to Issho                               | Minoru Ashina | Studio Puyukai | Director Guionista | [ 12 ]            |
| 2025 | Snack Basue                                         | Minoru Ashina | Studio Puyukai | Director Composición de la serie Guionista Director de arte | [ 13 ]            |
| —    | Isekai Quartet 3                                    | Minoru Ashina | Studio Puyukai | Director Guionista | [ 14 ]            |

### Películas
Destaca papeles con funciones de dirección de series.
| Año  | Título                                                             | Director(es)  | Estudio        | Funciones          | Refs.             |
| ---- | ------------------------------------------------------------------ | ------------- | -------------- | ------------------ | ----------------- |
| 2017 | Overlord Movie: Ple Ple Pleiades                                   | Minoru Ashina | Studio Puyukai | Director           | [ 7 ] [ 8 ] [ 9 ] |
| 2018 | Macross Δ Movie: Gekijō no Walküre Specials                        | Minoru Ashina | Studio Puyukai | Director           | [ 7 ] [ 8 ] [ 9 ] |
| 2018 | Re:Zero kara Hajimeru Isekai Seikatsu - Memory Snow - Manner Movie | Minoru Ashina | Studio Puyukai | Director           | [ 7 ] [ 8 ] [ 9 ] |
| 2022 | Isekai Quartet Movie: Another World                                | Minoru Ashina | Studio Puyukai | Director Guionista | [ 15 ]            |

### ONAs
Destaca papeles con funciones de dirección de series.
| Año  | Título                                           | Director(es)  | Estudio        | Funciones | Refs.             |
| ---- | ------------------------------------------------ | ------------- | -------------- | --- | ----------------- |
| 2010 | Agukaru                                          | Minoru Ashina | Studio Puyukai | Director Director de sonido Composición de la serie Guionista Director de episodios Guionista gráfico Diseño de personajes | [ 16 ]            |
| 2012 | Blood-C: None-None Gekijō                        | Minoru Ashina | Studio Puyukai | Director Director de sonido Guionista Director de episodios                                                                | [ 7 ] [ 8 ] [ 9 ] |
| 2013 | Puchitto Gargantia                               | Minoru Ashina | Studio Puyukai | Director | [ 7 ] [ 8 ] [ 9 ] |
| 2014 | Agukaru: Play with Ibaraki-hen                   | Minoru Ashina | Studio Puyukai | Director Composición de la serie Guionista Director de episodios Guionista gráfico (#5, 14)                                | [ 7 ] [ 8 ] [ 9 ] |
| 2014 | Madan no Ō to Vanadis: Tigre-kun to Vanadi-chu   | Minoru Ashina | Studio Puyukai | Director Guionista Director de episodios                                                                                   | [ 7 ] [ 8 ] [ 9 ] |
| 2014 | Mobile Suit Gakuen: G-Reco Koushien              | Minoru Ashina | Studio Puyukai | Director | [ 7 ] [ 8 ] [ 9 ] |
| 2015 | Agukaru: Play with Ibaraki-hen Episode 0         | Minoru Ashina | Studio Puyukai | Director Guionista Guionista gráfico                                                                                       | [ 7 ] [ 8 ] [ 9 ] |
| 2015 | Ple Ple Pleiades Special Edition                 | Minoru Ashina | Studio Puyukai | Director | [ 7 ] [ 8 ] [ 9 ] |
| 2016 | Kaijū Girls: Ultra Kaijū Gijinka Keikaku         | Minoru Ashina | Studio Puyukai | Director Director de fotografía Composición de la serie Guionista Director de episodios Guionista gráfico Configuración    | [ 17 ]            |
| 2016 | Chen-Kuro Gakuen                                 | Minoru Ashina | Studio Puyukai | Director | [ 7 ] [ 8 ] [ 9 ] |
| 2016 | Kuro-Nikuru Girls                                | Minoru Ashina | Studio Puyukai | Director | [ 7 ] [ 8 ] [ 9 ] |
| 2017 | Yōjo Shenki Episode 0                            | Minoru Ashina | Studio Puyukai | Director Productor Guionista                                                                                               | [ 7 ] [ 8 ] [ 9 ] |
| 2017 | Yōjo Shenki                                      | Minoru Ashina | Studio Puyukai | Director Productor Guionista                                                                                               | [ 7 ] [ 8 ] [ 9 ] |
| 2017 | Guruguru Petit Anime Gekijō                      | Minoru Ashina | Studio Puyukai | Director Productor Guionista                                                                                               | [ 7 ] [ 8 ] [ 9 ] |
| 2017 | Shōjo Shūmatsu Jugyō                             | Minoru Ashina | Studio Puyukai | Director Director de episodios                                                                                             | [ 7 ] [ 8 ] [ 9 ] |
| 2018 | Overlord: Ple Ple Pleiades 2                     | Minoru Ashina | Studio Puyukai | Director Productor Guionista                                                                                               | [ 7 ] [ 8 ] [ 9 ] |
| 2018 | Overlord: Ple Ple Pleiades 3                     | Minoru Ashina | Studio Puyukai | Director Productor | [ 7 ] [ 8 ] [ 9 ] |
| 2018 | Overlord: Ple Ple Pleiades - Clementine Tōbō-hen | Minoru Ashina | Studio Puyukai | Director Composición de la serie Guionista Director de episodios                                                           | [ 7 ] [ 8 ] [ 9 ] |
| 2021 | Chibi Revenger                                   | Minoru Ashina | Studio Puyukai | Director | [ 7 ] [ 8 ] [ 9 ] |
| 2022 | Overlord: Ple Ple Pleiades 4                     | Minoru Ashina | Studio Puyukai | Director Productor | [ 7 ] [ 8 ] [ 9 ] |
| 2022 | Kagejitsu!                                       | Minoru Ashina | Studio Puyukai | Director Guionista Director de episodios                                                                                   | [ 7 ] [ 8 ] [ 9 ] |
| 2023 | Yoru wa Neko to Issho Season 2                   | Minoru Ashina | Studio Puyukai | Director Guionista | [ 18 ]            |
| 2023 | Synduality: Kagaku Kōza                          | Minoru Ashina | Studio Puyukai | Director Asistente de publicidad (Medicrie)                                                                                | [ 7 ] [ 8 ] [ 9 ] |
| 2023 | Kagejitsu! Second                                | Minoru Ashina | Studio Puyukai | Director Guionista Director de episodios                                                                                   | [ 7 ] [ 8 ] [ 9 ] |
| 2023 | Ple Ple Pleiades × Kagejitsu!                    | Minoru Ashina | Studio Puyukai | Director Guionista Director de episodios                                                                                   | [ 7 ] [ 8 ] [ 9 ] |
| 2024 | Yoru wa Neko to Issho Season 3                   | Minoru Ashina | Studio Puyukai | Director Guionista | [ 7 ] [ 8 ] [ 9 ] |

### OVAs
Destaca papeles con funciones de dirección de series.
| Año  | Título                                               | Director(es)  | Estudio                      | Funciones                                                        | Refs.             |
| ---- | ---------------------------------------------------- | ------------- | ---------------------------- | ---------------------------------------------------------------- | ----------------- |
| 2009 | Yonimo Kimyō na Man☆Gatarō                           | Minoru Ashina | Studio Puyukai               | Director Director de sonido Guionista Director de episodios      | [ 7 ] [ 8 ] [ 9 ] |
| 2009 | Boku, Otaryman.                                      | Minoru Ashina | Studio Puyukai Panda Factory | Director Director de sonido Guionista                            | [ 7 ] [ 8 ] [ 9 ] |
| 2011 | Spelunker Sensei                                     | Minoru Ashina | Studio Puyukai               | Director Director de sonido Guionista Director de episodios      | [ 7 ] [ 8 ] [ 9 ] |
| 2016 | Overlord: Ple Ple Pleiades - Nazarick Saidai no Kiki | Minoru Ashina | Studio Puyukai               | Director Composición de la serie Guionista Director de episodios | [ 19 ]            |

### Especiales
Destaca papeles con funciones de dirección de series.
| Año  | Título                                      | Director(es)  | Estudio        | Funciones                                                   | Refs.             |
| ---- | ------------------------------------------- | ------------- | -------------- | ----------------------------------------------------------- | ----------------- |
| 2012 | Shining Hearts: Shiawase no Pan Specials    | Minoru Ashina | Studio Puyukai | Director Director de sonido Guionista Director de episodios | [ 7 ] [ 8 ] [ 9 ] |
| 2014 | Mobile Suit Academy: G-Reco Kōshien         | Minoru Ashina | Studio Puyukai | Director Director de episodios                              | [ 7 ] [ 8 ] [ 9 ] |
| 2015 | Overlord: Ple Ple Pleiades                  | Minoru Ashina | Studio Puyukai | Director Guionista Director de episodios                    | [ 7 ] [ 8 ] [ 9 ] |
| 2016 | Re:Zero kara Hajimeru Break Time            | Minoru Ashina | Studio Puyukai | Director Productor Guionista Director de episodios          | [ 20 ]            |
| 2016 | Re:Petit kara Hajimeru Isekai Seikatsu      | Minoru Ashina | Studio Puyukai | Director Productor Guionista Director de episodios          | [ 21 ]            |
| 2016 | Macross Δ: Delta Shōgekijō                  | Minoru Ashina | Studio Puyukai | Director Director de episodios                              | [ 7 ] [ 8 ] [ 9 ] |
| 2017 | Chein Kuro-Nikuru!!                         | Minoru Ashina | Studio Puyukai | Director                                                    | [ 7 ] [ 8 ] [ 9 ] |
| 2017 | Chein Kuro-Nikuru!! Kanketsu-hen            | Minoru Ashina | Studio Puyukai | Director                                                    | [ 7 ] [ 8 ] [ 9 ] |
| 2020 | Re:Zero kara Hajimeru Break Time 2nd Season | Minoru Ashina | Studio Puyukai | Director Guionista Director de episodios                    | [ 7 ] [ 8 ] [ 9 ] |
| 2024 | Re:Zero kara Hajimeru Break Time 3rd Season | Minoru Ashina | Studio Puyukai | Director Guionista Director de episodios                    | [ 7 ] [ 8 ] [ 9 ] |